# Labranda Hotels & Resorts
Die Hotelkette Labranda Hotels & Resorts, Eigenschreibweise LABRANDA Hotels & Resorts, ist Teil der FTI Group und befindet sich unter dem Management von Meeting Point International. Sie wurde im September 2015 gegründet. Im Laufe des Geschäftsjahrs 2015/16 stieg die Anzahl der Labranda Hotels & Resorts auf 41 weltweit.
Im Zuge der Insolvenz der FTI Group wurden einzelne Hotels, wie beispielsweise der "Labranda Marine Aquapark" auf der griechischen Ferieninsel Kos weiterverkauft.

## Geschichte
Die Hotelmarke Labranda Hotels & Resorts wurde im September 2015 gegründet. Sie begann mit 24 Häusern auf den Kanaren, in Ägypten, Marokko, Griechenland, Malta, Italien sowie in der Türkei.
Innerhalb des ersten Jahres kamen 14 weitere Hotels hinzu. Die Labranda Hotels & Resorts umfassten nach eigenen Angaben Ende Oktober 2016 rund 9.000 Zimmer in 41 Hotels & Resorts und hatten über eine halbe Million Gäste.

## Konzept
Die Hotels sind im 3- bis 5-Sterne-Segment angesiedelt. Damit fasst die FTI Group ihre eigenen Hotels erstmals unter einer Dachmarke zusammen. Der Name Labranda stammt von einem altertümlichen Versammlungs- und Pilgerort namens „labraunda“ in der heutigen Türkei.
Die Hotels gliedern sich in sieben Kategorien:
- premium (Fünf-Sterne-Resorts)
- superbeach (Resorts mit direktem Strandzugang)
- select (Vier-Sterne-Hotels mit All-Inclusive-Angebot)
- comfort (Drei- bis Fünf-Sterne-Hotels)
- charme (Drei- bis Vier-Sterne-Hotels mit wahlweise Selbstverpflegung, Frühstück oder Halbpension)
- smart & yummy (Drei-Sterne-Häuser mit All-Inclusive-Angebot)
- small & friendly (Hotels mit familiärer und lokal-typischer Atmosphäre)